# Alta squadriglia
Nello scautismo si chiama alta squadriglia (oppure alta pattuglia o ancora alto equipaggio) il piccolo gruppo interno ad un reparto formato da ragazzi e/o ragazze più grandi di età. La composizione, il metodo e le finalità educative variano leggermente a seconda dell'associazione di appartenenza.
Le attività tipiche di "alta" sono mutuate da quelle della pattuglia: riunione, impresa, uscita, bivacco.

## Storia
Robert Baden-Powell, il fondatore dello scautismo, non aveva inizialmente previsto questo strumento nel metodo scout originale, per cui non se ne trova traccia nei suoi scritti. Fu negli anni 1930 che essa venne pensata in Francia con il nome di Haute Patrouille e successivamente l'idea, ritenuta valida, fu applicata anche in altre nazioni.

## Utilizzo in Italia
AGESCI
L'alta squadriglia è formata dai ragazzi e dalle ragazze del reparto che, per la loro maturazione personale, manifestano l’esigenza di farne parte, insieme al capo e alla caporeparto, all’assistente e, eventualmente, agli aiuti.
Di solito vi partecipano le ragazze e i ragazzi che stanno vivendo il loro ultimo anno in reparto, ma possono essere ammessi anche ragazzi più giovani.
Lo scopo principale è quello di fornire un'attività più adatta all'età di passaggio tra preadolescenza ed adolescenza, senza però intaccare la vita di reparto e di squadriglia. Per questo non è mai un'attività imposta ma è una libera scelta del singolo.
Si fonda sul dialogo e sulla fede oltre ad includere tutte le componenti della normale vita scout.
Assoraider
Si tratta di una pattuglia vera e propria, formata dal capo reparto, quale capo pattuglia, da un vice capo reparto, quale vice capo pattuglia, i capi pattuglia ed eventualmente i vice, come componenti. Vi si attua la tecnica del trapasso delle nozioni, ovvero dell'imparare facendo, come momento di aggregazione tra il capo reparto e i capi pattuglia, dove si collaudano attività che questi porteranno nelle rispettive pattuglie.
CNGEI
Fanno parte dell'alta pattuglia gli esploratori e le esploratrici dell'ultimo anno di reparto, indipendentemente dalla propria progressione personale. Nei reparti nautici essa prende il nome di alto equipaggio.
Si riunisce saltuariamente sotto la direzione dei capi adulti, quando ce n'è la necessità, per svolgere attività extra, finalizzate al miglioramento delle tecniche scout, dello spirito di gruppo, della ricerca della propria spiritualità, nonché attività non realizzabili (per un qualsiasi motivo) nella consueta vita di reparto. È il luogo dove si favorisce una migliore crescita personale dei ragazzi e delle ragazze e dove si rende più concreta la vita comunitaria del gruppo dei pari, anche nella prospettiva del prossimo passaggio in compagnia.
FSE
L'alta squadriglia è composta dal/dalla capo Riparto, dall'assistente, dai/dalle capi/o e dai/dalle vice capi/o squadriglia. Qualora se ne ravvisi la necessità, può essere ammesso a far parte dell'Alta Squadriglia anche uno/a scout che, nell'anno che precede la sua salita al Clan o al Fuoco, non sia capo o vice capo squadriglia, ma che per maturità ed esigenze educative abbia necessità di ampliare l'orizzonte verso mete più impegnative.

### Funzione educativa dell'Alta Squadriglia
Nell'ambito del metodo degli Scout d'Europa, l'Alta Squadriglia assolve ad un ruolo formativo nei confronti dei/delle capi/o e dei/delle vice capi/o squadriglia rispondendo alle esigenze dei ragazzi della più alta fascia d'età del riparto e agendo da volano nel trapasso delle nozioni. Nell'Alta Squadriglia, si realizza un maggior approfondimento delle tecniche e si affrontano tematiche di ordine morale ed intellettuale utili a dare quelle risposte che, data l'età, i/le ragazzi/e cominciano a cercare. È luogo di maturazione delle esperienze di fede in scelta consapevole, sia pure nei limiti consentiti dall'età.
L'Alta Squadriglia fornisce anche al capo riparto l'occasione di mostrare concretamente alcuni aspetti della vita di squadriglia e della sua organizzazione. In questo senso, l'Alta Squadriglia è un vero e proprio modello cui capi e vice capi squadriglia possono rifarsi per la vita delle proprie squadriglie; essa, secondo le diverse tradizioni, possiede un angolo di squadriglia, un guidone e del materiale proprio.

### Attività dell'Alta squadriglia
Il calendario delle attività prevede una riunione settimanale o quindicinale, preparata bene e con un programma denso. Saranno previste attività formative a livello di Prima classe e attività che diano poi idee o spunti da realizzare in Squadriglia.
Le attività dell'Alta squadriglia non si esauriscono nella riunione settimanale; occorre prevedere un'uscita con pernottamento ogni due mesi, un breve campo di due o tre giorni prima dell'inizio delle attività e uno prima del Campo estivo, alcuni momenti spirituali impegnativi durante l'anno. Non si effettuano uscite di Alta squadriglia nello svolgimento di un campo estivo, poiché l'equilibrio della Squadriglia, in mancanza di capo e vice, ne risentirebbe irrimediabilmente.